# Reszel
Reszel (Rößel fino al 1945) è un comune urbano-rurale polacco del distretto di Kętrzyn, nel voivodato della Varmia-Masuria.
Ricopre una superficie di 178,71 km² e nel 2004 contava 8 482 abitanti.

## Galleria d'immagini

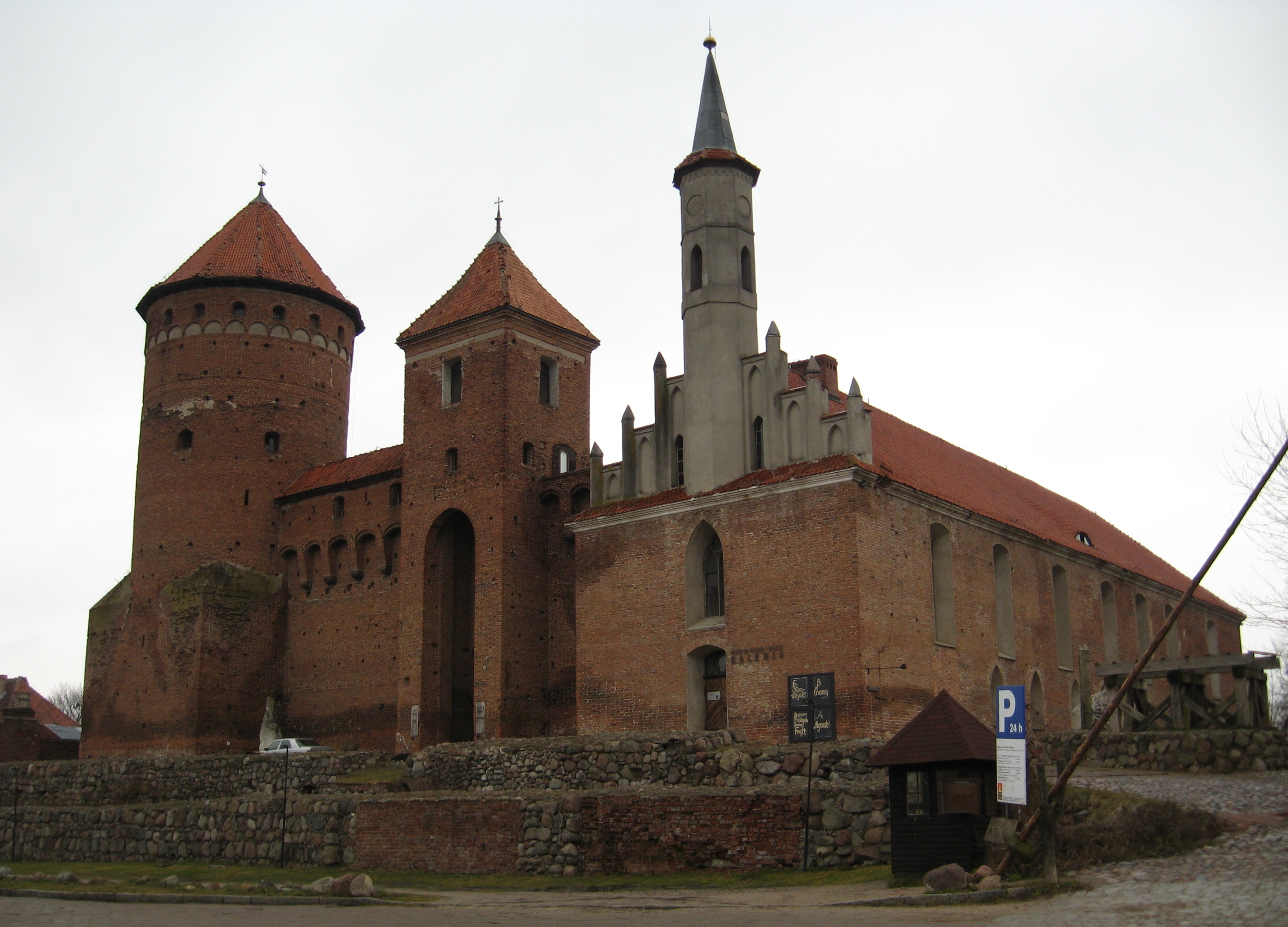
Castello
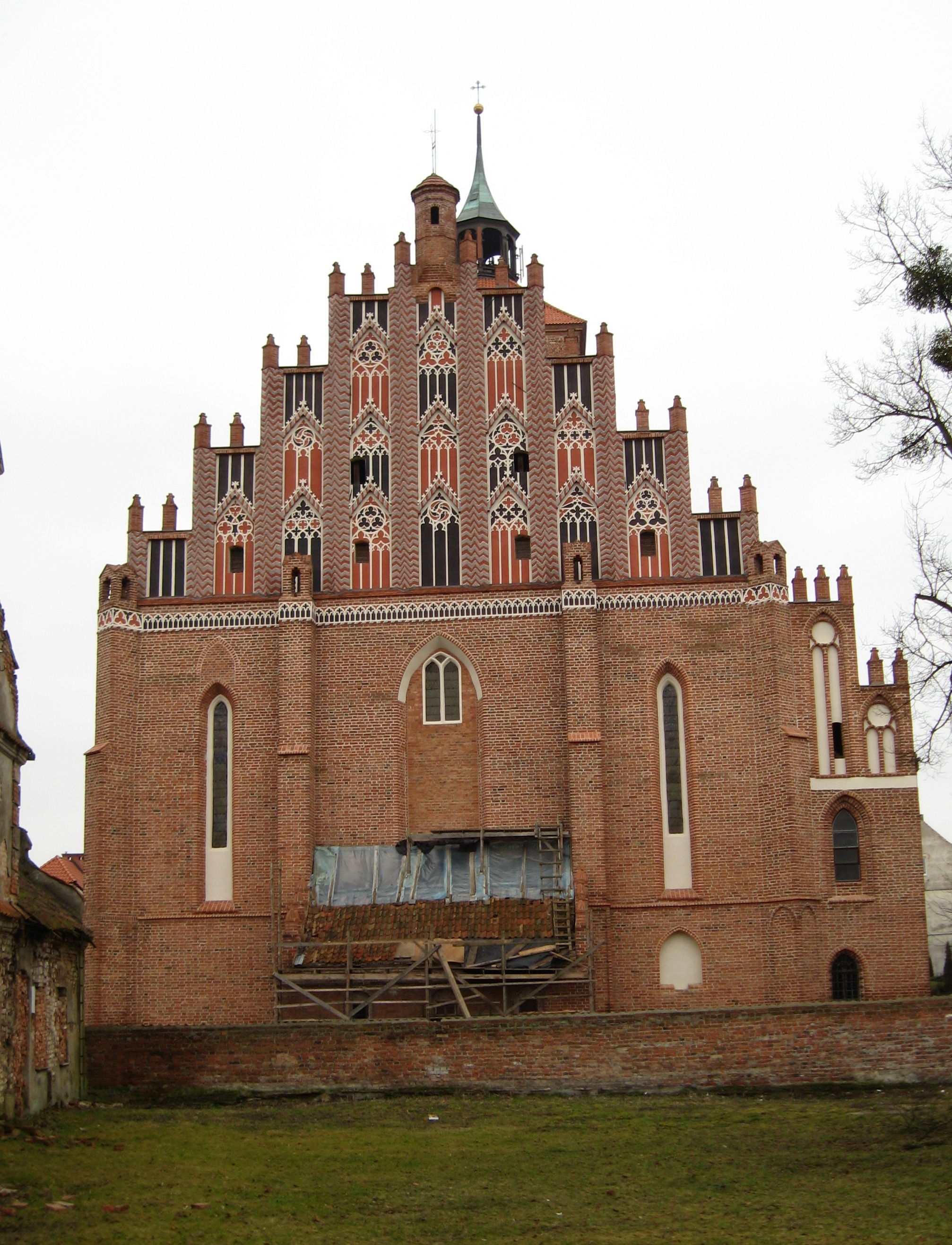
Chiesa